# 岗松
岗松（学名：Baeckea frutescens）为桃金娘科岗松属下的一个种。

## 扩展阅读
- 維基物種上的相關：岗松